# 網走番外地 望郷篇
『網走番外地 望郷篇』（あばしりばんがいち ぼうきょうへん）は1965年10月31日に公開された日本の映画である。監督石井輝男、主演高倉健、東映製作。

## 概要
網走番外地シリーズ第3作目、1965年度興行収入ベスト10第4位。キャッチコピーは「生きていたならおふくろが 人を殺しちゃならないと 俺のほっぺたぬらすだろ」。

## ストーリー
かつて旭組の若衆だった橘真一が長崎に帰ってきた。橘は安井組のあくどさに腹を立て安井に重傷を負わせた。だが、今でも安井の嫌がらせは続き、執拗に仕事を妨害される旭組は苦しんでいた。そして、安井組は旭に重傷を負わせ、田所と橘の網走仲間の中田を殺した。橘は単身安井組に殴り込みをかけた。

## スタッフ
- 監督・脚本：石井輝男
- 企画：植木照男
- 原案：伊藤一
- 撮影：稲田喜一
- 録音：井上賢三
- 照明：大野忠三郎
- 美術：藤田博
- 音楽：八木正生
- 編集：鈴木寛
- 助監督：内藤誠
- 進行主任：白浜汎城
- 現像：東映化学

## 出演者
- 橘真一：高倉健

- ルミ子：桜町弘子
- 白石譲次：杉浦直樹
- 大槻：田中邦衛

- 旭統一：嵐寛寿郎

- 安井：安部徹
- 人相の悪い男：由利徹
- 彰：待田京介

- 清造：東野英治郎
- 田所：砂塚秀夫
- 猛：中谷一郎

- エミー：林田マーガレット
- 藤子：八代真矢子
- 玲子：国景子

- 沢：沢彰謙
- 中島：関山耕司
- 幸夫：潮健児

- 路子：梓英子
- ピン公：石橋蓮司
- 木川哲也
- メキシコ風の男：ジョージ吉村

- 大東良
- 寺男：相馬剛三
- 日尾孝司
- 今井：滝島孝二

- その他：政：沢田浩二、小林稔侍、清見淳、山之内修、田川恒夫、須賀良、水原仗二、角野義明、水木梨恵、鈴木義征、比良元高、広：大槻憲、山田甲一、水木一狼、鉄：伊達弘、敏：秋山敏

## 同時上映
「関東破門状」
- 監督：小沢茂弘、主演：鶴田浩二